# مثل یک اژدها: ثروت بی نهایت
مثل یک اژدها: ثروت بی‌نهایت (انگلیسی: Like a Dragon: Infinite Wealth) یک بازی نقش‌آفرینی سال ۲۰۲۴ است که توسط استودیوی Ryu Ga Gotoku و با انتشار Sega توسعه یافته است. این بازی نهمین بازی اصلی سری Like a Dragon است که به عنوان ادامه مستقیم یاکوزا: مثل یک اژدها و اسپین‌آف Like a Dragon Gaiden: The Man Who Erased His Name محسوب می‌شود.
ثروت بی‌نهایت با محوریت ایچیبان کاسوگا، شخصیت اصلی Yakuza: Like a Dragon، و کازوما کیریو، شخصیت اصلی اولیه سری، اتفاق می‌افتد و اولین محل خارج از کشور در فرانچایز، هاوایی، را شامل می‌شود، علاوه بر مکان‌های آشنای ژاپن. کاسوگا و کیریو با متحدان قدیمی و جدید همکاری می‌کنند تا به کاسوگا در یافتن و بازگرداندن مادرش در هاوایی کمک کنند، در حالی که کیریو با بیماری سرطان مبارزه می‌کند.
مثل یک اژدها: ثروت بی‌نهایت در ۲۶ ژانویه ۲۰۲۴ برای پلتفرم‌های PlayStation 4، PlayStation 5، ویندوز، Xbox One و Xbox Series X/S منتشر شد و بازخوردهای مثبتی از منتقدان دریافت کرد.
این بازی با یک اسپین‌آف به نام Like a Dragon: دزدان دریایی یاکوزا در هاوایی با محوریت گورو ماجیما که شش ماه پس از رویدادهای ثروت نامحدود اتفاق می‌افتد، ادامه خواهد یافت.